# إفراين ريوس مونت
خوسيه إفراين ريوس مونت (بالإسبانية: Efraín Ríos Montt)‏ (16 يونيو 1926 - 1 أبريل 2018) هو سياسي غواتيمالي كان رئيس غواتيمالا في الفترة من 1982 إلى 1983. و جنرال بالجيش، واتسمت الفترة التي قضاها في منصبه بأكثر فترة دموية في الحرب الأهلية في غواتيمالا. بعد سنوات، شغل منصب رئيس الكونغرس.

## روابط خارجية
- إفراين ريوس مونت على موقع الموسوعة البريطانية (الإنجليزية)
- إفراين ريوس مونت على موقع مونزينجر (الألمانية)
- Biography by CIDOB (بالإسبانية)
- Efrain RIOS MONTT, Legal Procedure in Spain, Trial Watch, TRIAL[وصلة مكسورة]
- Efrain RIOS MONTT, Legal Procedure in Guatemala, Trial Watch, TRIAL[وصلة مكسورة]
- Guatemala Human Rights Commission
- The Spy Who Told On Me
- Indicted for Genocide: Guatemala's Efraín Ríos Montt: U.S. and Guatemalan Documents Trace Dictator's Rise to Power, National Security Archive Electronic Briefing. Book No. 419. Posted - March 19, 2013. Edited by Kate Doyle
- Site monitoring trial against Rios Montt in Guatemala